# Trematopygus koreator
Trematopygus koreator är en stekelart som beskrevs av Hinz 1986. Trematopygus koreator ingår i släktet Trematopygus och familjen brokparasitsteklar. Inga underarter finns listade i Catalogue of Life.